# Tadeusz Olszewski (1920–1943)

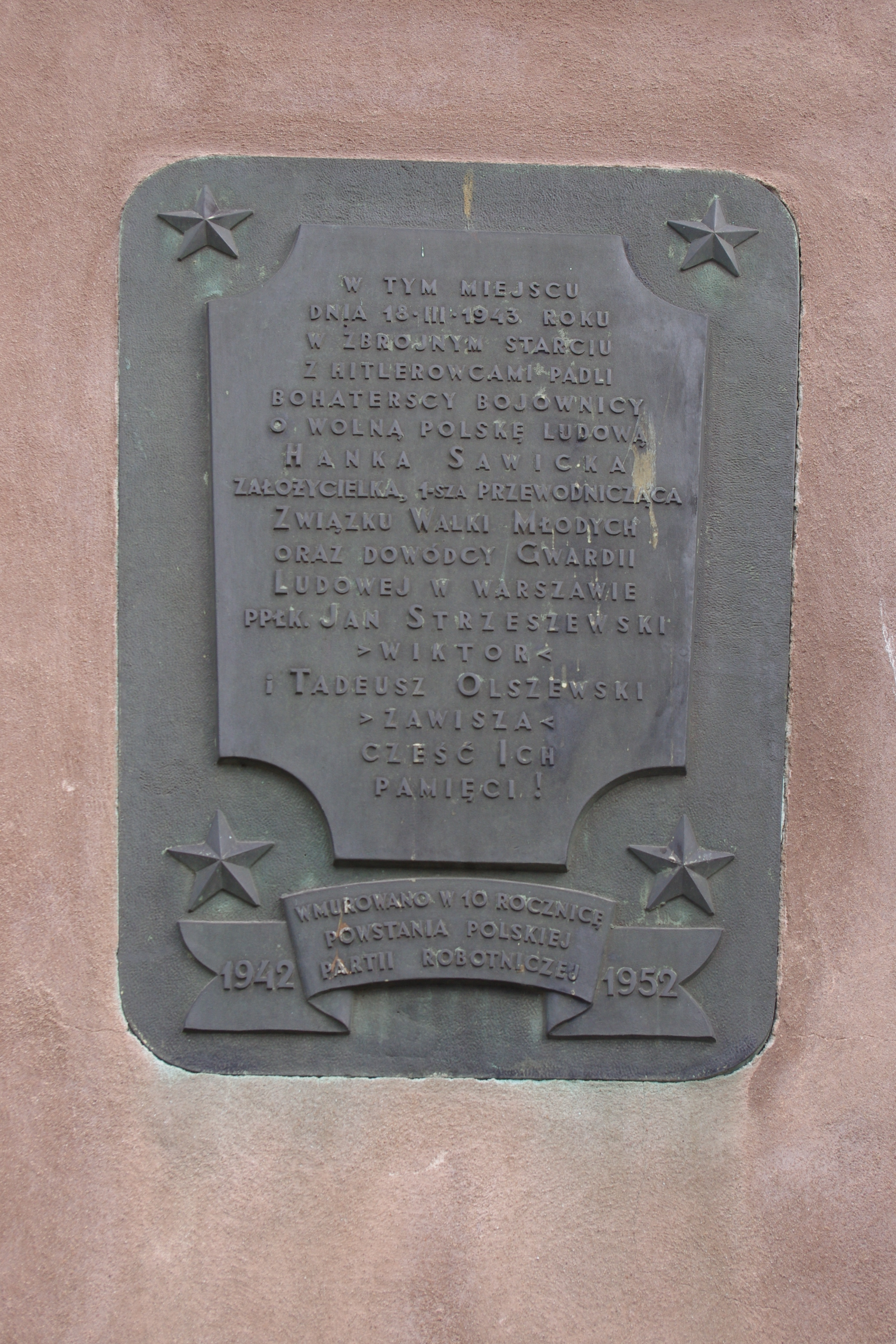
Tablica upamiętniająca śmierć Hanki Sawickiej, Jana Strzeszewskiego i Tadeusza Olszewskiego na kamienicy przy ul. Mostowej 2 w Warszawie

Tadeusz Olszewski pseudonim Zawisza (ur. 20 grudnia 1920 w Warszawie, zm. 18 marca 1943 tamże) – polski działacz komunistyczny i robotniczy, pierwszy dowódca oddziałów bojowych Związku Walki Młodych, komendant GL Warszawa-Praga.

## Życiorys
Pochodził z rodziny robotniczej. Przed wybuchem II wojny światowej ukończył naukę w szkole średniej. Związany był ze Związkiem Niezależnej Młodzieży Socjalistycznej „Spartakus” oraz Czerwonym Harcerstwem Towarzystwa Uniwersytetu Robotniczego. W czasie okupacji niemieckiej działał początkowo w ramach Związku Walki Wyzwoleńczej, a po powstaniu Polskiej Partii Robotniczej oraz Gwardii Ludowej wstąpił w ich szeregi. Był komendantem oddziałów GL na warszawskim Bródnie, a po aresztowaniach w środowisku działaczy komunistycznych pod koniec 1942 roku objął obowiązki komendanta oddziałów GL Warszawa-Praga. Był współorganizatorem Związku Walki Młodych oraz ich autonomicznych struktur bojowych. Stał na czele oddziałów bojowym ZWM w Warszawie. Organizował i kierował akcjami bojowymi GL i ZWM w Warszawie, w tym obrzuceniem butelkami zapalającymi niemieckich baraków wojskowych przy ul. Podchorążych.
18 marca 1943 roku miał spotkać się z przewodniczącą ZWM Hanką Sawicką i dowódcą warszawskiego oddziału Gwardii Ludowej   – Janem Strzeszewskim ps. "Wiktor".  Na Starym Mieście przy ul. Mostowej cała trójka wpadła w zasadzkę gestapo, a podczas strzelaniny Tadeusz Olszewski zginął, natomiast Jan Strzeszewski i Hanna Sawicka zostali ranni i schwytani przez gestapo.